# 腦洞科技
腦洞科技有限公司，簡稱腦洞科技（英語：BRAINHOLE TECHNOLOGY LIMITED，港交所：2203），在2012年，由周憲強（前主席）和周憲國（前行政總裁），於香港（總部）成立「泰邦企業有限公司」，其後在2013年成立「東莞市佳駿電子科技有限公司」。業務在香港和全球經營組裝、封裝及銷售自行生產的分立半導體及買賣採購自供應商的半導體，前身為「泰邦集團國際控股有限公司」。
股份在2015年10月9日於港交所創業板上市，當時代碼為8327.HK。配售股份價格為0.2至0.3港元之間，配售股份數目為2億股，集資額為3280萬港元。
2017年7月21日，該股份轉往主板上市。

## 外部連結
- topdynamicintl.com （页面存档备份，存于）